# Lundbergfördröjning
Lundbergfördröjning, uppkallad efter den svenska ekonomen Erik Lundberg, betonar förseningen mellan förändringar i efterfrågan och svaret i produktionen. Detta är en fördröjning som påpekar att konjunkturcykler inte följer ett helt slumpmässigt sätt utan kan förklaras med några olika viktiga regelbundenheter.